# Bedřich Antonín Oldřich Waldecko-Pyrmontský
Bedřich Antonín Oldřich Waldecko-Pyrmontský (27. listopadu 1676 – 1. ledna 1728) byl od roku 1706 waldecko-pyrmontským hrabětem. Roku 1712 ho císař Karel VI. povýšil na dědičného knížete.

## Život
Narodil se v Bad Arolsenu jako syn hraběte Kristiána Ludvíka z Waldecku a jeho první manželky Anny Alžběty z Rappoltsteinu. Bedřich měl čtrnáct sourozenců a po smrti jeho matky se jeho otec znovu oženil a měl dalších jedenáct dětí.
V Hanau se v říjnu 1700 oženil s Luisou Falcko-Zweibrückensko-Birkenfeldskou (1678–1753). Měli spolu 11 dětí, šest dcer a pět synů:
- 1. Kristián Filip (13. 10. 1701 Edertal – 17. 5. 1728 Mannheim), svobodný a bezdětný[1][2]
- 2. Frederika Magdalena (10. 11. 1702 Edertal – 4. 12. 1713 Bad Wildungen)[2]
- 3. Jindřiška (17. 10. 1703 Bad Arolsen – 29. 8. 1785 tamtéž), abatyše v klášteře Schaaken[3][2]
- 4. Karel August (24. 9. 1704 Hanau – 19. 8. 1763 Bad Arolsen), waldecko-pyrmontský kníže od roku 1728 až do své smrti[4][2]
⚭ 1741 Kristýna Henrieta Falcko-Zweibrückenská (16. 11. 1725 Ribeauvillé – 11. 2. 1816 Bad Arolsen)[5]
- 5. Ernestýna Luisa (6. 11. 1705 Edertal – 26. 5. 1782 Gelnhausen)[6]
⚭ 1737 Fridrich Bernard Falcko-Gelnhausenský (28. 5. 1697 Gelnhausen – 5. 8. 1739 tamtéž), falckrabě birkenfeldsko-gelnhausenský od roku 1704 až do své smrti[7][6]
- 6. Ludvík František (5. 5. 1707 Bad Arolsen – 24. 7. 1739), padl v bitvě u Grocka poblíž Bělehradu, svobodný a bezdětný[8][9]
- 7. Jan Vilém (9. 6. 1708 Bad Arolsen – 30. 11. 1713 Bad Wildungen)[8]
- 8. Žofie Vilemína (4. 1. 1711 Bad Arolsen – 10. 8. 1775 Wernigerode)[10][11]
⚭ 1747 Fridrich August Vogelsang (13. 8. 1710 – 2. 3. 1785)[10]
- 9. Františka Kristýna (9. 5. 1712 Bad Wildungen – 6. 1. 1782 Bad Arolsen), svobodná a bezdětná[12][10]
- 10. Luisa Albertina (12. 6. 1714 Bad Arolsen – 17. 3. 1794 tamtéž), abatyše v klášteře Schaaken[13][10]
- 11. Josef Maria (14. 8. 1715 Korbach – 19. 2. 1719)[2]

Během své vlády knížectví značně zadlužil, hlavně z důvodu nákladných staveb mnoha paláců. Z města Bad Arolsen udělal své sídelní město a nechal zde postavit barokní rezidenční zámek. Dále nechal zbudovat lovecký zámek Friedrichsthal v Selbachu a zámek v Pyrmontu. V letech 1707–1714 nechal přestavět zámek Friedrichstein v Bad Wildungenu.  Kníže Bedřich zemřel 1. ledna 1728 v Bad Pyrmontu ve věku 51 let. Jeho nástupcem se stal nejstarší syn Karel August. 